# 淘客
淘客，指在互联网络上淘东西的网络购物者。他们是随着互联网络的发展而出现的一个新兴群体。淘客的意义与“博客”、“威客”类似，都属于对互联网络上某一个特定群体的称呼，而不是指某特定网站的客户。
他们在互联网上数以亿计的商品信息中寻找自己感兴趣的商品，进行网络上的购物，因为商品信息海量，所以称之为“淘”。